# Group Code Recording
Group Code Recording (GCR) är metoder att lagra digital information på magnetiska medier.